# 高有祯
高有祯（1954年10月—），男，中华人民共和国外交官，曾任中华人民共和国驻卡塔尔国特命全权大使。

## 生平
1975年，进入中华人民共和国外交部工作，先后在中国人民对外友好协会、驻阿拉伯也门大使馆、外交部西亚北非司、北京外交人员服务局、驻阿尔及利亚大使馆、驻埃及大使馆任职。1999年，任驻阿曼大使馆参赞。2003年，任驻也门大使馆参赞。2005年11月，出任中华人民共和国驻迪拜总领事。2010年，任外交部西亚北非司参赞。2012年10月，出任中华人民共和国驻卡塔尔大使。2015年4月，自驻卡塔尔大使离任。

## 家庭
已婚，有一女。